# Mormonia evelina
Mormonia evelina är en fjärilsart som beskrevs av French 1881. Mormonia evelina ingår i släktet Mormonia och familjen nattflyn. Inga underarter finns listade i Catalogue of Life.